# ألفريدو إنكالادا
ألفريدو إنكالادا هو لاعب كرة قدم ومدرب كرة قدم ومعلق رياضي إكوادوري، ولد في 4 سبتمبر 1957 في غواياكيل في الإكوادور. لعب مع إل. دي. يو. كيتو.

## وصلات خارجية
- ألفريدو إنكالادا على موقع ناشيونال فوتبول تيمز (الإنجليزية)